# 曽谷朝絵
曽谷 朝絵（そや あさえ、1974年 - ）は、日本の画家、現代美術家。学位は博士（美術）（東京芸術大学・2006年）。

## 来歴

### 生い立ち
神奈川県出身。東京芸術大学大学院美術研究科油画専攻修了後、2006年に東京芸術大学大学院美術研究科油画専攻にて博士（美術）取得。2014年、文化庁新進芸術家海外研修制度によりニューヨークに留学。

### 画家として
日常身近にあるものをモチーフにし、身体感覚を光と色彩に昇華する絵画、インスタレーション等で知られている。近年では従来の絵画作品《Bathtub》、《Circles》、《Airport》、《The Light》シリーズに加え、鮮やかな色彩で森のなかでざわめく草花や木々を連想させる《air》、「色が奏でる音の反響」をテーマにした《鳴る色》、「光が発する音」をテーマにした《鳴る光》、「創造の森」を視覚化した、映像インスタレーション《宙》（そら）などを新たに展開している。

## 賞歴・助成
1998年
- 『東京藝術大学卒業制作』サロン・ド・プランタン賞、取手市長賞、0氏記念賞

1999年
- 『第13回 ホルベイン・スカラシップ』奨学者
- 『ART BOX大賞展』ギャラリー賞

2000年
- 『JACA 日本ビジュアル・アート展 2000』準グランプリ

2001年
- 『第6回 昭和シェル現代美術賞』グランプリ

2002年
- 『VOCA展 2002 - 新しい平面の作家たち』VOCA賞（グランプリ）
- 『審査員は君だ!! こども賞 in VOCA』おふろのゆめ賞（理由：ゆめのような、きれいないろをつかっているから。）、きれい賞（理由：ゆめの中にはいったみたいだから。）

2006年・2007年
- 『横浜市創造的芸術文化活動支援事業補助金』奨学者

2009年
- 『第4回 shiseido art egg』入選

2011年
- 『平成23年度 クリエイター・アーティストのための事務所等開設支援』奨学者（アーツコミッション・ヨコハマ）

2012年
- 『CS Design Award / CSデザイン賞』優秀賞

2013年
- 『横浜文化賞』文化・芸術奨励賞
- 『神奈川文化賞・スポーツ賞』神奈川文化賞未来賞

2014年
- 『NYC Dot Art Community Commissions』
- 『文化庁新進芸術家海外研修制度』

## 展示

### 個展
1999年
- 『曽谷朝絵展』麻布アートサンサション・東京
- 『バス・ルーム展』同和火災ギャラリー・東京

2000年
- 『曽谷朝絵展』麻布アートサンサション・東京

2001年
- 『曽谷朝絵・絵画展』exhibit LIVE・東京（2001.6.18 - 23）

2002年
- 『公開制作11 - 感性のレアリスム』府中市美術館・東京（2002.5.25 - 6.30）

2003年
- 『曽谷朝絵展』第一生命 南ギャラリー・東京（2003.5.19 - 6.20）

2005年
- 『2005年度 - SMMA FACTORY / スタジオ・アーティスト1 - 曽谷朝絵』SMMA FACTORY（セゾン現代美術館 東京事務所）・東京（2005.1 - 2005.8）

2007年
- 『Prism』西村画廊・東京（2007.10.23 - 11.17）

2009年
- 『air』ZAIM・横浜（2009.2.27 - 3.8）
- 『曽谷朝絵展』ZAIM・横浜（2009.5.2 - 5.24）

2010年
- 第4回 shiseido art egg 曽谷朝絵展『鳴る色』SHISEIDO GALLERY・東京（2010.1.8 - 1.31）

2011年
- 『Float』西村画廊・東京（2011.3.29 - 5.28）
- 『Swim』おぶせミュージアム・中島千波館・長野（2011.7.30 - 9.20）

2013年
- 『宙色』（そらいろ）水戸芸術館現代美術ギャラリー・茨城（2013.7.27 - 10.27）
- 『宙』（そら）西村画廊・東京（2013.11.20 - 12.14）

2014年
- 『曽谷朝絵展』ギャラリーたむら・広島（2014.7.17 - 8.3）
- 『浮かぶ』KAAT 神奈川芸術劇場・神奈川（2014.8.1 - 11.3）
- 『月と宙』（インスタレーション：宙）ヨコハマアパートメント・神奈川（2014.10.3 - 7）

2015年
- 『虹』Aki Gallery・台北（2015.5.16 - 6.28）

### グループ展
1998年
- 『東京藝術大学卒業制作展』東京都美術館・東京
- 『第6回次代への表現展』おぶせミュージアム・長野

1999年
- 『第7回次代への表現展』おぶせミュージアム・長野
- 『日韓交流展』東京・韓国

2000年
- 『JACA 日本ビジュアルアート展 2000』国際交流基金フォーラム・東京（2000.8.19 - 27）
- 『APEC YOUNG ARTIST EXHIBITION 2000』ブルネイ国際会議場（2000.11.15 - 16）
- 『第8回次代への表現展』おぶせミュージアム・長野
- 『日韓交流展』東京・韓国

2001年
- 『Arte Contemporáneo del Japón』プエルトリコ美術館・サンファン（2001.2.23 - 5.27）
- 『第6回 昭和シェル石油現代美術賞展』目黒区美術館区民ギャラリー・東京（2001.7.3 - 22）、堺市立文化館ギャラリー・大阪（2001.8.22 - 9.9）
- 『三人展』長谷川空間創造会社・東京
- 『第9回次代への表現展』おぶせミュージアム・長野
- 『21世紀を担う洋画家たちα（アルファ）展』日本橋三越本店・東京
- 『前田寛治大賞展』日本橋高島屋・東京

2002年
- 『Art Scholarship 2001現代美術賞展』exhibit LIVE・東京（2002.1.24 - 3.23）
- 『VOCA展 2002 - 新しい平面の作家たち』上野の森美術館・東京（2002.3.15 - 31）
- 『FIELD OF NOW 彩色健美』洋協アートホール・東京（2002.4.2 - 9）
- 『フィリップ モリス K.K. アートアワード 2002：ザ・ファースト・ム−ブ』東京国際フォーラム・東京（2002.4.27 - 5.6）
- 『アトリエ城山 第1回展示会 exhibition518』アトリエ城山・神奈川（2002.5.18）
- 『Each Artist展 - Water Sensation - 』ギャラリーGAN.f・東京（2002.9.4 - 9.29）
- 『NORMAL』SPICA MUSEUM・東京（2002.8.4 - 11）、StudioJ・大阪（2002.9.3 - 7）、いづつや・広島（2002.9.12 - 17）、共同アトリエ・3号倉庫・福岡（2002.9.26 - 30）
- 『normal.normal』Dirt Gallery・アメリカ
- 『第1回 府中ビエンナーレ ダブル・リアリティ - 両義的な空間とイリュージョンの7人』府中市美術館・東京（2002.11.16 - 2003.1.19）
- 『アトリエ城山 第2回展示会 exhibition1221』アトリエ城山・神奈川（2002.12.21 - 23）

2003年
- 『アート・ウォッチング part2：感覚遊園地探検』宮城県美術館・宮城（2003.6.28 - 8.31）
- 『こもれび展』水戸芸術館・茨城（2003.8.9 - 10.5）
- 『SEPTEMBER 2003』西村画廊・東京（2003.9.9 - 10.4）
- 『アミューズランド2004 - ガリバー美術探検記』北海道立近代美術館・北海道（2003.12.11 - 2004.1.25）
- 『アトリエ城山 第3回展示会 exhibition shiroyama vol.3』アトリエ城山・神奈川（2003.12.21 - 23）

2004年
- 『LIGHT - 描かれた光』西村画廊・東京（2004.4.20 - 5.22）
- 『KIAF - 第3回ソウル国際アートフェア』COEX・ソウル（2004.6.22 - 27）
- 『TAMA VIVANT 2004 たとえばの新しさ』多摩美術大学八王子キャンパス絵画東棟ギャラリー・東京（2004.9.17 - 10.1）、みなとみらい線みなとみらい駅地下三階コンコース・横浜（2004.10.6 - 13）
- 『VOCA 1994 - 2003 10年の受賞作品展』大原美術館分館・岡山

2005年
- 『第53回東京藝術大学卒業・修了作品展』東京都美術館・東京藝術大学構内・東京
- 『SUMMER SHOW 2005』西村画廊・東京（2005.7.19 - 8.10）
- 『ART FAIR TOKYO 2005』東京国際フォーラム・東京（2005.8.6 - 8）
- 『Rosa!〜あらわになる色』東京藝術大学・東京（2005.9.1 - 25）
- 『Art Today 2005』セゾン現代美術館・長野（2005.10.8 - 11.23）
- 『北仲 OPEN!』北仲BRICK & 北仲WHITE・神奈川（2005.11.18 - 12.18 / 集中オープンスタジオ：11.18, 12.3, 12.18）

2006年
- 『VOCA展に映し出された現在 いまいるところ / いまいるわたし』宇都宮美術館・栃木（2006.7.9 - 9.18）
- 『SUMMER SHOW 2006』西村画廊・東京（2006.7.11 - 8.5）
- 『北仲OPEN!! 2006 The Summer』北仲BRICK & 北仲WHITE・神奈川（2006.7.26 - 8.3）
- 『韓国青年アーティストビエンナーレ』テグ文化芸術会館・韓国

2007年
- 『ZAIM de FESTA YOKOHAMA 2007』ZAIM・神奈川（2007.3.24 - 4.1）
- 『高松市美術館 - 第3期常設展』高松市美術館・香川（2007.8.25 - 10.28）
- 『ART FAIR TOKYO 2007』東京国際フォーラム・東京（2007.4.10 - 12）
- 『第33回 美術の祭典 東京展』東京都美術館・東京（2007.9.19 - 10.3）
- 『ART x DANCE - 横浜創造界隈のアーティストたち -』横浜市民ギャラリーあざみ野・神奈川（2007.10.26 - 11.10）
- 『放飛新世界 日本当代絵画』PYO Gallery Beijing・中国北京市（2007.11.24 - 2008.1.23）
- 『現代絵画の展望展 それぞれの地平線』旧新橋停車場 鉄道歴史展示室会場・Breakステーションギャラリー・東京（2007.12.8 - 2008.2.11）

2008年
- 『ZAIM FESTA 2008』ZAIM・神奈川（2008.3.15 - 30）
- 『ART FAIR TOKYO 2008』東京国際フォーラム・東京（2008.4.4 - 6）
- 『TCAF 2008』東美アートフォーラム・東京（2008.11.22 - 24）
- 『September Show '08』西村画廊・東京（2008.9.5 - 27）
- 『絵を描く人々のチャリティー展2008 - こんなに楽しい展示会をみたことがありますか？』ギャラリーかれん・横浜（2008.11.25 - 12.6）

2009年
- 『光と光とが出会うところ』府中市美術館・東京（2009.2.14 - 3.15）
- 『ZAIM FESTA 2009 -DOUBLE FAÇADE』ZAIM・神奈川（2009.2.27 - 3.8）
- 『ART FAIR TOKYO 2009』東京国際フォーラム・東京（2009.4.3 - 5）
- 『Drawings』西村画廊・東京（2009.4.7 - 5.9）
- 『第一生命ギャラリー所蔵作品展V - VOCA賞受賞作品 - 』第一生命南ギャラリー・東京（2009.4.9 - 5.15）
- 『創造界隈のアーティストたちvol.1』YCC.1F.Hall・神奈川（2009.5.1 - 5.17）
- 『スピンオフ』バザールコミュニティ・神奈川（2009.5.10 - 5.23）
- 『Seven 西村画廊35周年記念展 -35thAnniversary-』西村画廊・東京（2009.6.23 - 7.25）
- 『Drawing & Print Show 2009』西村画廊・東京（2009.9.1 - 10.10）
- 『ZAIM Festa Finale - Frag ments』ZAIM、YCC ヨコハマクリエイティブシティセンター、創造空間9001、黄金町バザールコミュニティ・神奈川（2009.10.2 - 10.12）

2010年
- 『四国サイコーダイガク祭 - アーティスト・イン・ファクトリー』サンポートホール高松・香川（2010.2.17）
- 『横浜ランデヴー プロジェクト展2010 - ピクニックスタジオ』象の鼻テラス・神奈川（2010.3.10 - 28）
- 『Summer Show 2010』西村画廊・東京（2010.7.1 - 31）
- 『SEPTEMBER 2010』西村画廊・東京（2010.9.7 - 10.16）
- 『水の表現展〜大観・栖鳳から現代作家まで〜』豊川市桜ヶ丘ミュージアム・愛知（2010.11.19 - 12.19）

2011年
- 『カフェ・イン・水戸2011』水戸芸術館・茨城（2011.7.30 - 10.16）
- 『ニューアート展NEXT2011 Sparkling Days』横浜市民ギャラリー・神奈川（2011.9.30 - 10.19）
- 『東日本大震災復興チャリティー・オークション 今日の美術展』東京美術倶楽部・東京（2011.10.5 - 10.9）

2012年
- 『ON PAPER 2012』西村画廊・東京（2012.2.21 - 2012.04.7）
- 『35年+『西村画廊35年+』刊行記念展」西村画廊・東京（2012.6.19 - 7.28）
- 『親子で旅する展覧会』府中市美術館・東京（2012.7.14 - 2012.9.2）
- 『アトリエ城山　10年後の8月展　窓からお墓が見えていた』ebcアトリエ&カフェたまり・神奈川（2012.8.19）
- 『みずのわ』横浜市庁舎ロビー・神奈川（OPEN YOKOHAMA特別プログラム）（2012.9.7 - 11.11）

2013年
- 『NEW YEAR NEW WORKS』西村画廊・東京（2013.1.22 - 23）
- 『VOCAの20年 1994-2012』上野の森美術館・東京（2013.3.15 - 30）
- 『ハートオープナー』SHIBAURA HOUSE・東京（2013.10.12 - 21）

2014年
- 『NEW YEAR NEW WORKS』西村画廊・東京（2014.1.22 - 3.1）
- 『西村画廊40周年記念展』西村画廊・東京（2014.6.25 - 8.2）
- 『聯覺』Aki Gallery・台北（2014.8.2 - 24）
- 『Open Studios』ISCP・NY

2015年
- 『40年プラス』西村画廊・東京（2015.5.8 - 6.27）
- 『BankART Artist in Residence OPEN STUDIO 2015』BankART1929・神奈川（2015.6.19 - 28）
- 『月が水面にゆれるとき』京都市立芸術大学ギャラリー@KCUA（アクア）・京都（2015.6.27 - 8.2）
- 『ART TAICHUNG 2015』台中藝術博覽會・台中（2015.7.11 - 13）
- 『色域』MANDY PLAZA・西安
- 『SMART ILLUMINATION 2015』象の鼻パーク・神奈川（2015.10.30 - 11.3）

2016年
- 「第21回 NHKハート展」東京（4.21 - 5.1）、水戸（8.25 - 30）、静岡（9.21 - 10.2）、札幌（10.14 - 25）、室蘭（10.28 - 11.7）、福岡（11.12 - 19）、広島（12.1 - 12）、神戸（12.15 - 26）

### その他の展示
2014年
- 『Playtime Tokyo』（インスタレーション：Splash）ベルサール渋谷ガーデン・東京（2014.2.25 - 27）

2015年
- 『Ljus och ljud 光と音〜曽谷朝絵の作品と共に』（インスタレーション：宙）sonorium・東京（2015.6.14）
- 『SHISEIDO アルティミューン ラウンジ "SO HAPPY"』（キービジュアル）新丸ビル7階 丸の内ハウス内・東京（2015.7.25 - 8.2）
- 『tokyoeye 2016』（キービジュアル）カルーゼル・デュ・ルーヴル・Paris（2015.10.2 - 5）

2016年
- 『LED NEXT STAGE 2016』（バルーン作品《虹の家》展示）東京ビッグサイト西1ホール（2016.3.8 - 11）

## パブリックアート
2008年
- 《air》BREEZÉ BREEZÉ・大阪

2012年
- 《光の音》宮田村東保育園・長野（アート・遊具カラーコーディネート）
- 《Ringing》戸塚区総合庁舎・神奈川

2013年
- 《Branch》《みずのにわ》大阪府立精神医療センター・大阪
- 《みずのみち》（水戸市中心市街地活性化事業）水戸市内各所・茨城
- 《Splash》SHIBAURA HOUSE・東京
- 《Ringing》戸塚区民センター・神奈川

2014年
- 《浮かぶ》KAAT 神奈川芸術劇場・神奈川
- 《Ringing Waves》NYC Dot Art Community Commissions・NY（on the bridge at 45th Street between 10th and 11th Avenues, NY）
- 《風の色》TOYOSU22・東京

2015年
- 《Bloom》MANDY PLAZA・西安

## パブリックコレクション
- 府中市美術館
- 高松市美術館
- 財団法人セゾン美術館
- 財団法人東日本鉄道文化財団（東京ステーションギャラリー）
- 水戸芸術館
- おぶせミュージアム・中島千波館
- 株式会社サンケイビル
- 昭和シェル石油株式会社
- 第一生命保険相互会社
- 富士電機株式会社
- 株式会社カネカ
- ブルネイ政府
- 取手市
- 帝京大学
- 富士通エフサス

## 作品集
2013年
- 曽谷朝絵 『宙色』（そらいろ）(color of the air)　青幻舎 ISBN 978-4861524080 （2013.10.31）

## シンポジウム・パネリスト・ワークショップ
2002年
- 『第1回 府中ビエンナーレ ダブル・リアリティ - 両義的な空間とイリュージョンの7人 / 出品作家と語る』府中市美術館・東京（2002.11.17）

2007年
- 『2007東京展主催シンポジウム - コンクールと団体展に見る日本美術の行方』東京都美術館・東京（2007.9.24）

2008年
- 『ART + BREEZÉ vol.1 - TOUCH ART & GALLERY TALK』（トークショー & ギャラリーツアー）BREEZÉ BREEZÉ・大阪（2008.10.18 - 19）
- 『造形教育センター 第53回夏の研究大会 - みる つくる かんがえる』東京造形大学・東京（2008.8.3）
- 『ZAIM オープンスタジオ ギャラリーツアー』（2008.10.24）

2009年
- 『創造界隈のアーティストたちvol.1 - アーティストトーク』YCC.1F.Hall・神奈川（2009.5.5）

2010年
- 『美大生総合展覧会 THE SIX 2010』審査員
- 『ボーダレス新時代』インタビュー SHIMICOM イオン化粧品
- 『感覚探検』東京藝術大学大学 絵画棟5階509演習室・東京

2011年
- 『フォルム三番街 - GALLERY ELEVATOR』審査委員長
- 『横浜ランデヴープロジェクト 関連イベント トークショー vol.2』象の鼻テラス・神奈川
- 『グループ展 ニューアート展 NEXT 2011 Sparkling Days トークショー』横浜市民ギャラリー・神奈川
- 『個展 Swim トークショー』おぶせミュージアム・中島千波館・長野

2012年
- 『自作についての講演』女子美術大学・神奈川
- 『みずのみち』ワークショップ やまがた藝術学舎（東北芸術工科大学主催）・山形
- 『みずのみち』ワークショップ 文化デザイナー学院・茨城
- 『SLOW SHARING　アーティストと一緒にスローシェアリング』ワークショップ 象の鼻テラス・神奈川

2013年
- 『個展 宙色』トークショー 水戸芸術館・茨城
- 『スナックゾウノハナ』象の鼻テラス・神奈川
- 『光のワークショップ』山形屋・鹿児島（2013.11.23）、アミュプラザ鹿児島（2013.11.24）
- 『みんなで描く、光と色彩の世界』象の鼻テラス・神奈川
- 『みずのみち』ワークショップ 文化デザイナー学院・茨城
- 『VOCAと現代美術の20年』パネリスト 上野の森美術館・東京

2015年
- 『アーティストトーク』BankART Studio NYK・横浜（2015.6.6）
- 『スナックゾウノハナ』（アーティストトーク）象の鼻テラス・神奈川（2015.11.1）
- 『クリエイティブに生きる』（パネリスト）BankART Studio NYK・横浜（2015.11.8）

## 掲載（特集・インタビュー・レビュー）

### 単行本
2006年
- 本江邦夫「IV 現代性の画家たち|曽谷朝絵 - 光の画家」『現代日本絵画』みすず書房
- 『平成18年度用 中学美術科資料 - これからの美術教育 / 美術と日常 - 曽谷朝絵』開隆堂出版株式会社
- 『美術1 / 美術家は語る - 作者のメッセージ / 棟方志功・曽谷朝絵』開隆堂出版株式会社（文部科学省検定済教科書 中学美術科用）

2007年
- 高階秀爾「表紙解説 61 現代アートの現場から」『本』講談社

2008年
- 高階秀爾『日本の現代アートをみる』講談社

2011年
- 「中学美術科 副教材̶作者の言葉」『神奈川の美術:美術資料』秀学社

### 新聞
2002年
- 高野清見「気鋭新鋭 感覚で得たもの忠実に表現」『読売新聞』（2002.3.15）

2003年
- 名古屋覚「アート最前線『幸福な作品はいけないのか』」『信濃毎日新聞』（2003.7.1）
- 大西若人「美術『こもれび展 抽象化から得られる普遍性』」『朝日新聞』（2003.9.24）

2004年
- 「TAMA VIVANT 2004」『新美術新聞』（2004.9.11）

2006年
- 「画家らに創作の場 北仲WHITE」『朝日新聞』（2006.8.3）

2007年
- 「曽谷朝絵個展 プリズム」『朝日新聞マリオン』（2007.11.7）
- 黒沢綾子「曽谷朝絵インタビュー『近くて遠く、遠くて近い風景』」『SANKEI EXPRESS』（2007.11.13）
- 大西若人「曽谷朝絵個展 プリズム『みずみずしさに加え広がっていく奥行き』」『朝日新聞』（2007.11.14）
- 黒沢綾子「アート『五感で得た体験、作品に』」『産經新聞』（2007.11.28）

2011年
- 「曽谷朝絵個展 Float」『新美術新聞』（2011.3.11）
- 「横浜・寿町に現代アートホステル」『日本経済新聞』（2011.8.18）

2012年
- 「アートで市街地活性化」『茨城新聞』（2012.10.27）

2013年
- 板垣茂良「文化を語る」『読売新聞』(横浜版)（2013.6.27）
- 「ART OPENINGS」『The Japan Times』（2013.7.25）
- 「作品、光と色彩に焦点」『茨城新聞』（2013.7.27）
- 「光、色、空間展示の企画展」『読売新聞』(茨城版)（2013.7.31）
- 「光と色彩に身委ね」『茨城新聞』『茨城新聞』（2013.8.8）
- 大西若人「柔らかな気配　秘めた意志」『朝日新聞』（2013.10.2）

2015年
- 「The Light」（文化面に作品掲載）『日本経済新聞』（2015.11.1）

2016年
- 交遊抄「ニコニコ顔」『日本経済新聞』（2016.3.19）

### 雑誌
2003年
- 『美術手帖2003年3月号 / 絵画百花繚乱 - 曽谷朝絵・他』（Art Information Magazine）美術出版社
- 「若手作家の登竜門VOCA展10年の歴史」『美術の窓』（2003.4）
- 『月刊美術 6月号 / きらめく感性 16人の女性画家 - 曽谷朝絵・他』（Art Information Magazine）発行：株式会社サン・アート / 発売：株式会社実業之日本社
- Satoru Nagoya「Reviews Asae Soya」『Flash Art』（2003.7）

2004年
- 「現代美術の歩き方 曽谷朝絵」『美術の窓』（2004.11）

2005年
- 「作品で収入を得るための方法」『美術手帖』（2005.2）
- 「曽谷朝絵インタビュー『私のドローイング論(素材篇)‒ 水彩、パステルから油彩へ』」『美術の窓』（2005.10）

2006年
- 「曽谷朝絵インタビュー『身体的感覚を呼び込む光の表現』」『Art Journal』（2006.1）
- 「曽谷朝絵インタビュー『限定された情景からの無限の世界へ』」『Bien』（2006.1）

2007年
- 柳十四朗「曽谷朝絵インタビュー」『art_icle』（2007.10）
- 細川英一「曽谷朝絵『光の手触りを確かめながら』」『アートコレクタ―』（2007.11）
- 「曽谷朝絵個展プリズム」『月刊美術』（2007.11）
- 「現代美術の最前線 曽谷朝絵個展 プリズム」『美術の窓』（2007.11）

2008年
- 瀬木慎一「Circles. pink」『医薬の門』（2008.4）
- 「コレクタ―必見!! 完売作家33人」『月刊美術』（2008.4）
- 「アーティストが見る、『ポニョ』の表現 曽谷朝絵+黒瀬陽平」『美術手帖』（2008.9）

2009年
- 「幸福な色彩 曽谷朝絵」『アートコレクター』（2009.4）
- 「曽谷朝絵 一室を使ったライヴペインティング開催」『美術の窓』（2009.5）
- 「現代美術の最前線 Drawing and Print Show 2009」『美術の窓』（2009.10）

2010年
- 「21世紀藝術研究所 Roots Continuation New Creation -3Key Words Research 曽谷朝絵インタビュー」『月刊ギャラリー』（2010.1）

2011年
- 「曽谷朝絵インタビュー『モチーフ別に見る光の表現 光xバスタブ』」『美術の窓』（2011.3）
- 「21世紀のアーティスト 曽谷朝絵」『月刊ギャラリー』（2011.4）
- 「芸術新潮特別企画 アートフェア東京出展ギャラリー紹介 西村画廊」『芸術新潮』（2011.4）
- 「ART FAIR TOKYO 2011 アーティストファイル 曽谷朝絵」『月刊美術』（2011.4）
- 「TOPICS ニューアート展 NEXT2011 Sparkling Days」『横浜市民ギャラリー情報誌 アートヨコハマ』（2011.6-9）
- 「南伽山アキコ 勝手にアトコレ・アワード」『アートコレクター』（2011.6）
- 「連続対談企画 本江邦夫の『今日は、ホンネで』第38回曽谷朝絵(美術家)類まれな色彩感覚の根底にあるもの」『月刊美術』（2011.6）
- 「展覧会とアーティスト 新作は光の水しぶきのようなインスタレーション 曽谷朝絵展 ‒Swim‒」『月刊ギャラリー』（2011.7）
- 「Spot Light “光の画家” 曽谷朝絵のすべてを伝える展覧会 おぶせミュージアムで開催」『月刊美術』（2011.8）
- 「ニューアート展 NEXT2011 Sparkling Days」『月刊ギャラリー』（2011.9）
- 「Shiseido Art Egg」『ART COLLECTION+DESGIN』ARTIST PUBLISHING Co.、（2011.9）
- 「現代美術の最前線 ニューアート展 NEXT2011 Sparkling Days」『美術の窓』（2011.10）
- 「Liquitex x au x art ! Interview 曽谷朝絵」『美術手帖』（2011.11）

2012年
- 「ON PAPER 2012」『月刊ギャラリー』（2012.2）
- 「現代美術 VS 古典絵画 曽谷朝絵が、ルノワールを模写してわかったこと」『アートコレクタ―』（2012.4）
- 「OPEN YOKOHAMA 2012 特別プログラム 横浜市庁舎特別展示 曽谷朝絵《みずのわ》」ガイドブック、OPEN YOKOHAMA（2012.8）
- 高橋瑞穂「natural tomorrow vol. 50 クリエーション いつもの見慣れた景色も創造性で生まれ変わる」『OZ magazine』（2012.10）

2013年
- 「曽谷朝絵展」『美術の窓』（2013.2）
- 『creabeaux(クレアボー)』（2013.7）
- 「展覧会ガイド美術館」『アートコレクターズ』（2013.7）
- 「invitation exhibition」『芸術新潮』（2013.7）
- 「ART」『SODA』（2013.7）
- 「現代美術の最前線」『美術の窓』（2013.7）
- 「ART NAVI」『美術手帖』（2013.7）
- 「MUSEUM INFO」『タグボート』（2013.7）
- 「今月の展覧会50+」『月刊ギャラリー』（2013.7）
- 中島良平「曽谷朝絵展『宙色』」『装苑』（2013.7）
- 「MUSEUM INFO」『タグボート』（2013.8）
- 「いばらきアート散歩」『月刊ぷらざ』（2013.8）
- 住吉智恵「身体に響く、楽しい現代アート」『フィガロ・ジャポン』（2013.8）
- 「原田マハの30代女子に効くアートサプリ」『InRed』（2013.8）
- 「『ミカク』を味わう」『美大生のフリーマガジンPARTNER』（2013.9）
- 「展覧会情報」『いけ花龍生』（2013.9）

2015年
- 「香りの種子」（詩：蜂飼耳／絵：曽谷朝絵）『花椿』（2015.10）

### 映像・音声
2008年
- 「ハマランチョ/ ヨコハマ・アート・チャンネル - ゲスト:曽谷朝絵」テレビ神奈川（2008.3.31）
- 「ヨコハマアートチャンネル / アーティストファイル - 曽谷朝絵」tvkコミュニケーションズ

2011年
- 「Eモーニング Eriの衣食住実」テレビ東京（2011.8）
- 「FANCLヨコハマなでしこ」JCOM（2011.4）

2012年
- 「『極上美の饗宴』 シリーズ 新オルセーの輝き 木もれ日の秘密 ルノワール 『ムーラン・ド・ラ・ギャレットの舞踏会』」NHK BSプレミアム（2012.3）

2013年
- 「土曜カルチャー 長谷川祐子のアートを探して」NHKラジオ第1（関東甲信越向け）（2013.9.21）

2014年
- 「ナイス素適音楽館」YOUテレビ（2014.4）

### Web
2014年
- 「曽谷朝絵 インタビュー｜『日常のなかの非日常』を描きたい」MAGCUL.NET（2014.7）

## 書籍表紙
2008年
- 『服を着たままお風呂に入ろう』著：飯島郁子　文芸社ビジュアルアート

2009年
- 『半島の地図』著：川口晴美　思潮社

2013年
- 『東京アクアリウム』著：小池真理子　中央公論新社

## その他
2006年
- 『東京芸術大学美術博士学位論文』学位記番号：博美第154号 / 学位授与年月日：平成18年3月24日 / 氏名：曽谷朝絵（ソヤ アサエ）/ 論文等課題：感覚探検 / 研究領域：油画

2007年
- 『東京藝術大学大学院美術研究科 油画研究室 非常勤講師 / 鴻崎正武・小沢剛・菊池省吾・曽谷朝絵』

2009年
- 『アーティスト・イン・ファクトリー』（曽谷朝絵 × 田島テクニカ株式会社・徳島）経済産業省 四国経済産業局・四国サイコーダイガクものづくり学部

2015年
- 『SHISEIDO アルティミューン スキンケアボックス 』アートワーク・デザイン（2015.9）